# Praktisix

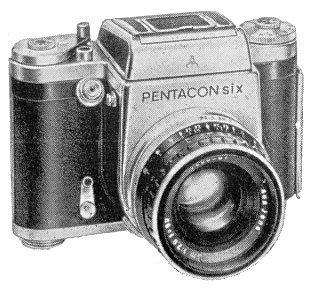
Nástupcem Praktisixu byl Pentacon Six z NDR. V Československu se jednalo o jednu z mála dostupných zrcadlovek na střední formát (svitkový film bez perforace šíře 6 cm.)

Praktisix je značka historického filmového fotoaparátu. Jedná se o středoformátovou zrcadlovku, vyráběnou firmou KW a později Pentacon v Drážďanech ve východním Německu. Aparát fotografoval na film 120, s rozměrem políčka 6×6 cm. 
Jeho výroba byla zahájena v roce 1957. Známým uživatelem tohoto aparátu byl například Karel Plicka.
V Československu byl hojně prodáván jeho nástupce Pentacon Six, jehož výroba začala v roce 1966. 

## Modely
- Praktisix (1957)
- Praktisix II (1964)
- Praktisix II A (1966)